# Музей ковров (Тегеран)

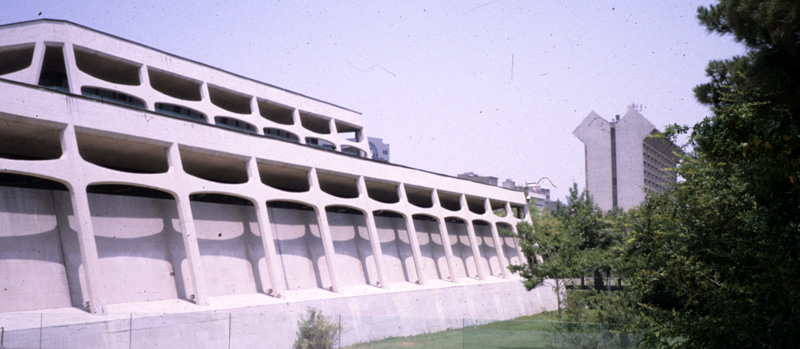
Музей ковров Ирана, Тегеран

Музей ковров (перс. موزه فرش ایران‎, Muze-ye Farsh-e Iran) — один из музеев в Тегеране. Был построен по приказу Фарах Пехлеви и открыт при её участии 11 февраля 1978 года (22 бахмана 1356 года). Целью открытия музея было исследование и сохранение знаний об истории искусства иранского ковроткачества. Находится в северной части тегеранского парка «Лале». С 2016 года музеем руководит доктор Сейд Абдалмаджид Шариф Заде. Его предшественницей на этом посту была Шахрзад Аминширази.

## Здание музея
Проект здания музея принадлежит современному иранскому архитектору, преподавателю Тегеранского Университета, внедрившему современные инновации в иранскую архитектуру — Абдалазизу Фарманфармаияну. Площадь строения составляет 3400 м². По форме оно напоминает ткацкий станок. Внутри помещение разделено на два зала, которые используются для показа иранских ковров.

## Особенности музея
В музее хранится ценнейшая коллекция ковров, начиная с IX века до современности. И поэтому он считается хорошим источником для исследований ученых в этой области и просто любителей искусства.
На первом этаже музея находится постоянная экспозиция из 135 шедевров иранского ковроткачества. Они привезены из основных ковроткацких центров Ирана: Кашана, Кермана, Исфагана, Тебриза, Хорасана, Курдистана и других. Одним из самых ценных и уникальных экспонатов музея является кашанский ковер ручной работы размером 130 на 220 см. На ковре изображен персидский военный деятель Мирза Кучек-хан Джангали. Над изображением Кучек-хана находится надпись, которая гласит: «Да здравствует Мирза Кучек-хан Джангали». Вероятнее всего, работа принадлежит ко времени позднего правления Каджаров.
Кроме того, представлены образцы ковров с изображениями из «Шахнаме», которые передают всё богатство литературы, мифологии, религии и культуры Ирана. Все эти ковры были созданы в мастерской Мусави Сирата молодыми мастерами, сочетающими традиционные и современные компьютерные технологии.
Второй этаж музея предназначен для проведения выставок и презентаций. Кроме того, в музее есть библиотека, в которой находятся примерно 3500 книг на персидском, арабском, французском, английском и немецком языках. Эти книги посвящены истории восточных ковров, в частности, иранских, а также религии, искусству и литературе Ирана. Рядом с библиотекой находится книжный магазин. В специально оборудованном зале посетителям музея демонстрируют фильмы и слайды об иранских коврах.
Сотрудники музея занимаются развитием исследований в области истории искусств и особенностей ковроткачества и ковровой промышленности в Иране, сбором и приобретением различных образцов ковров ручной работы, а также проведением выставок иранских ковров и ковров из других стран.

## Галерея

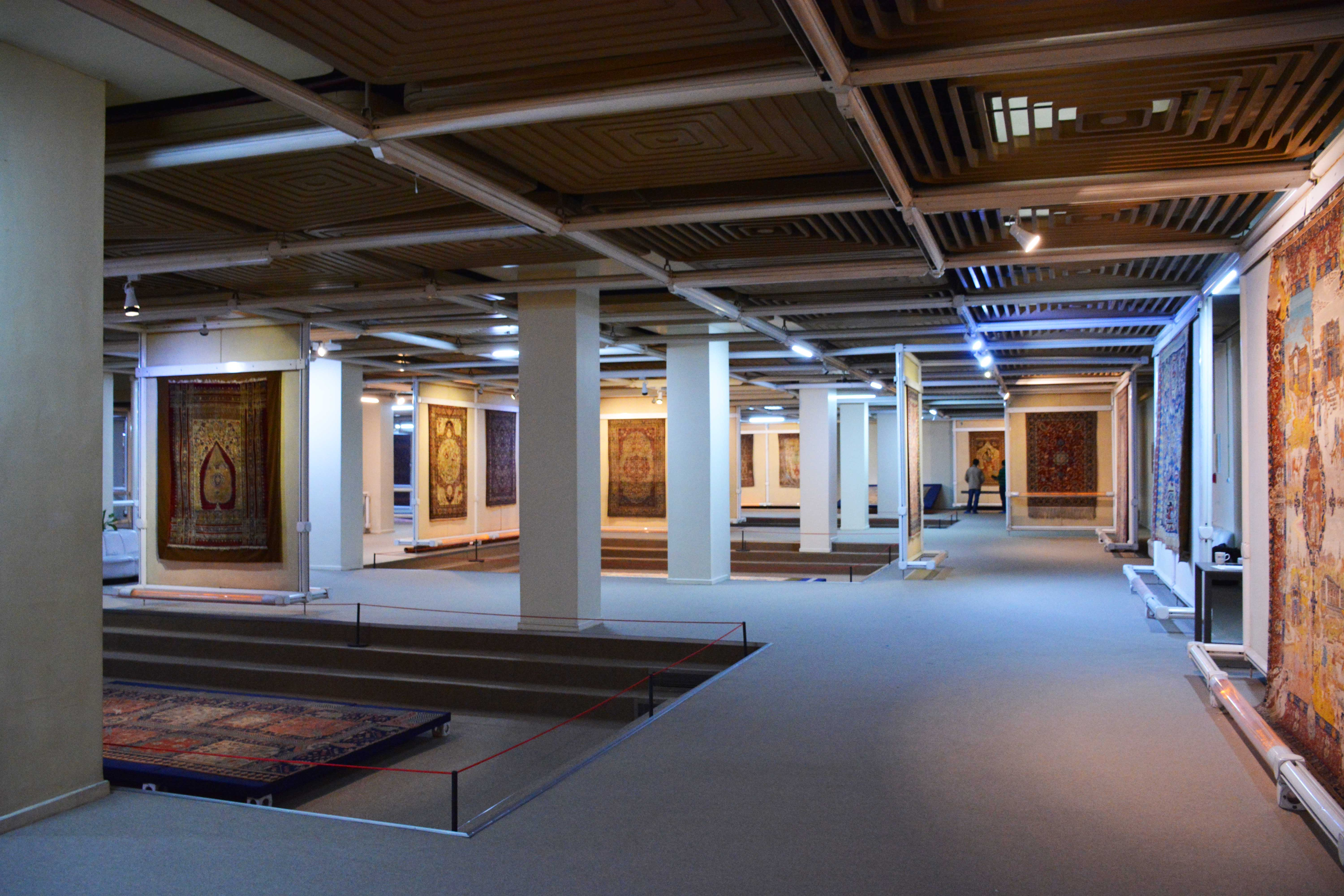
Интерьеры иранского музея ковров
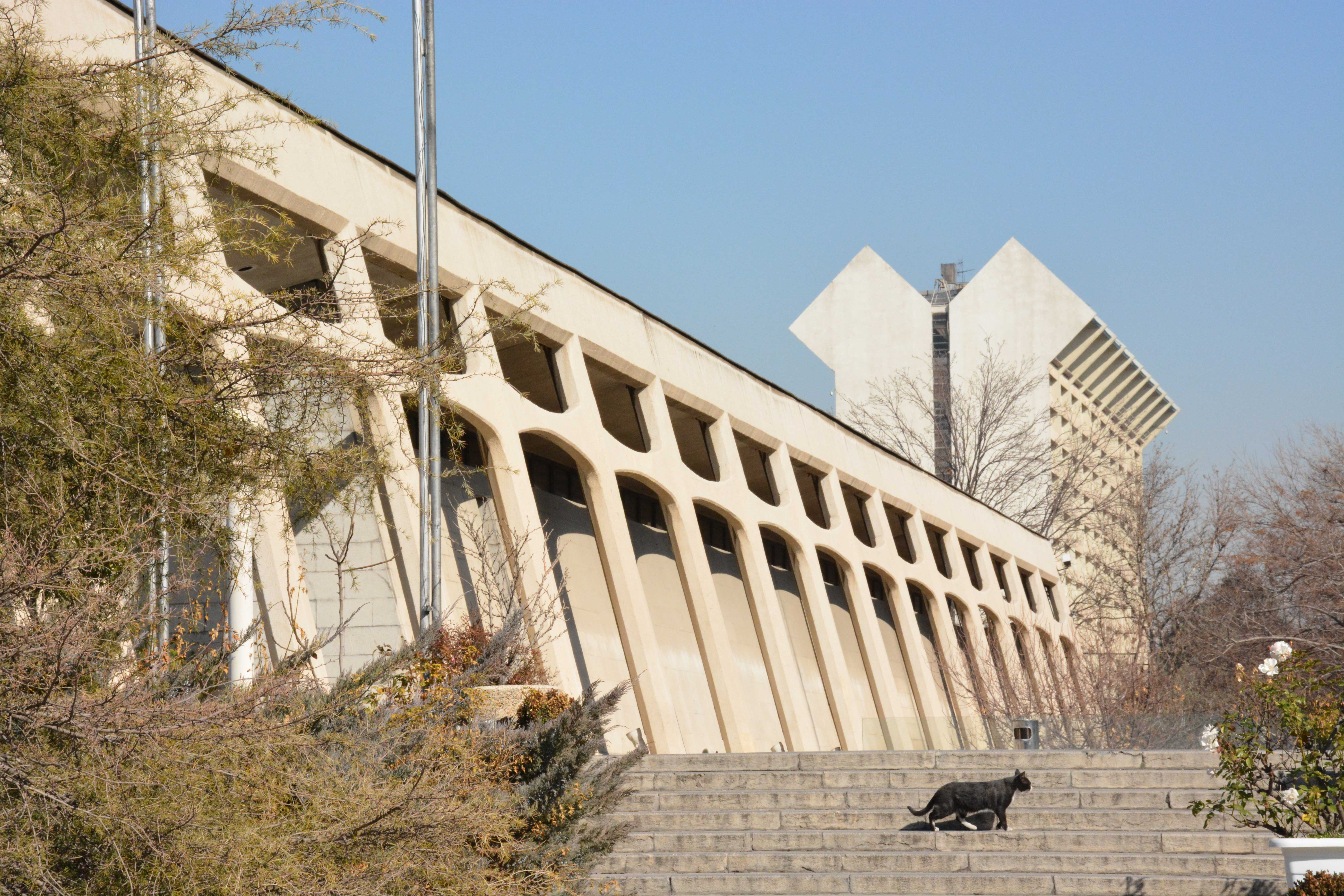
Внешний вид иранского музея ковров возле отеля Лалех
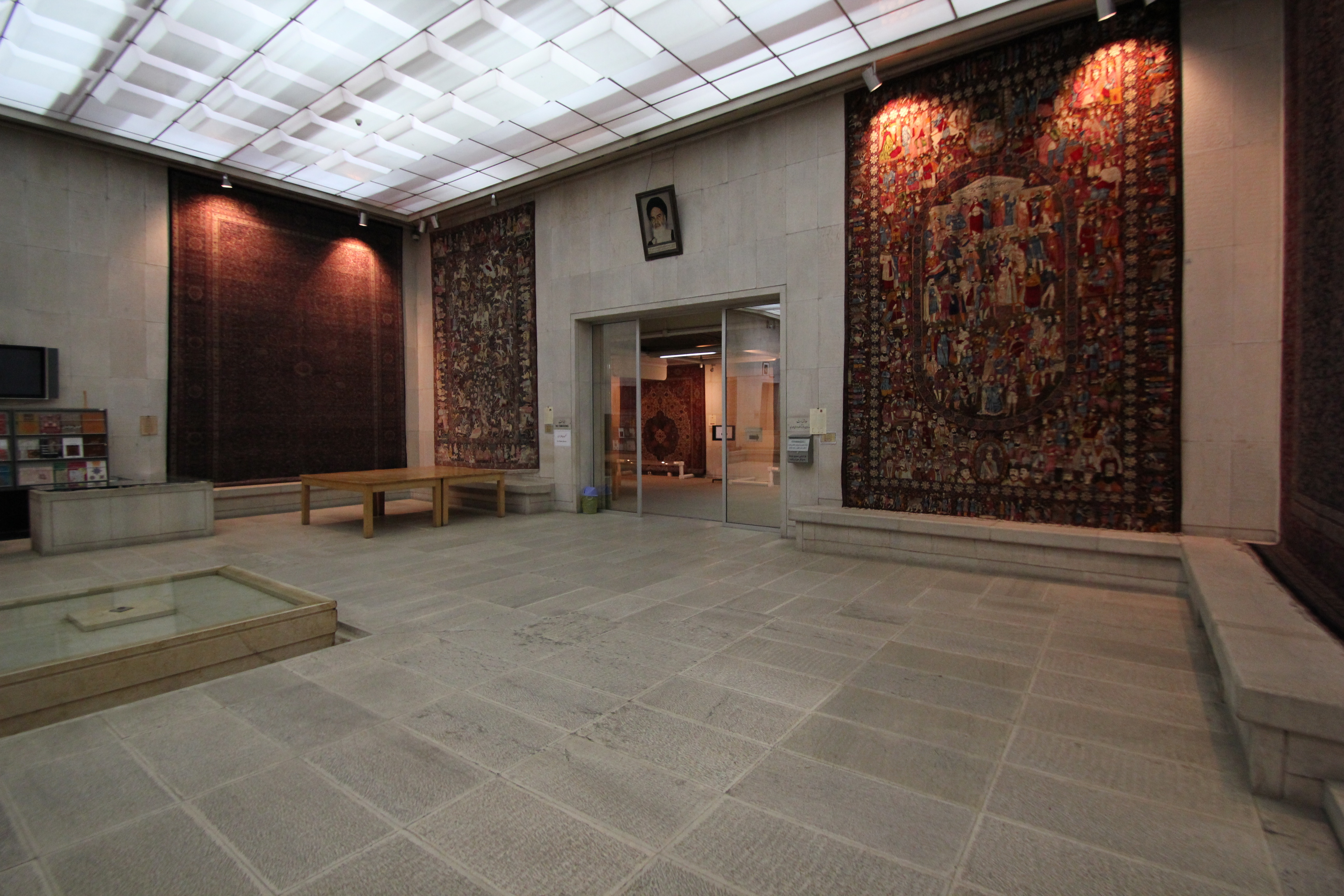
Вид изнутри музея
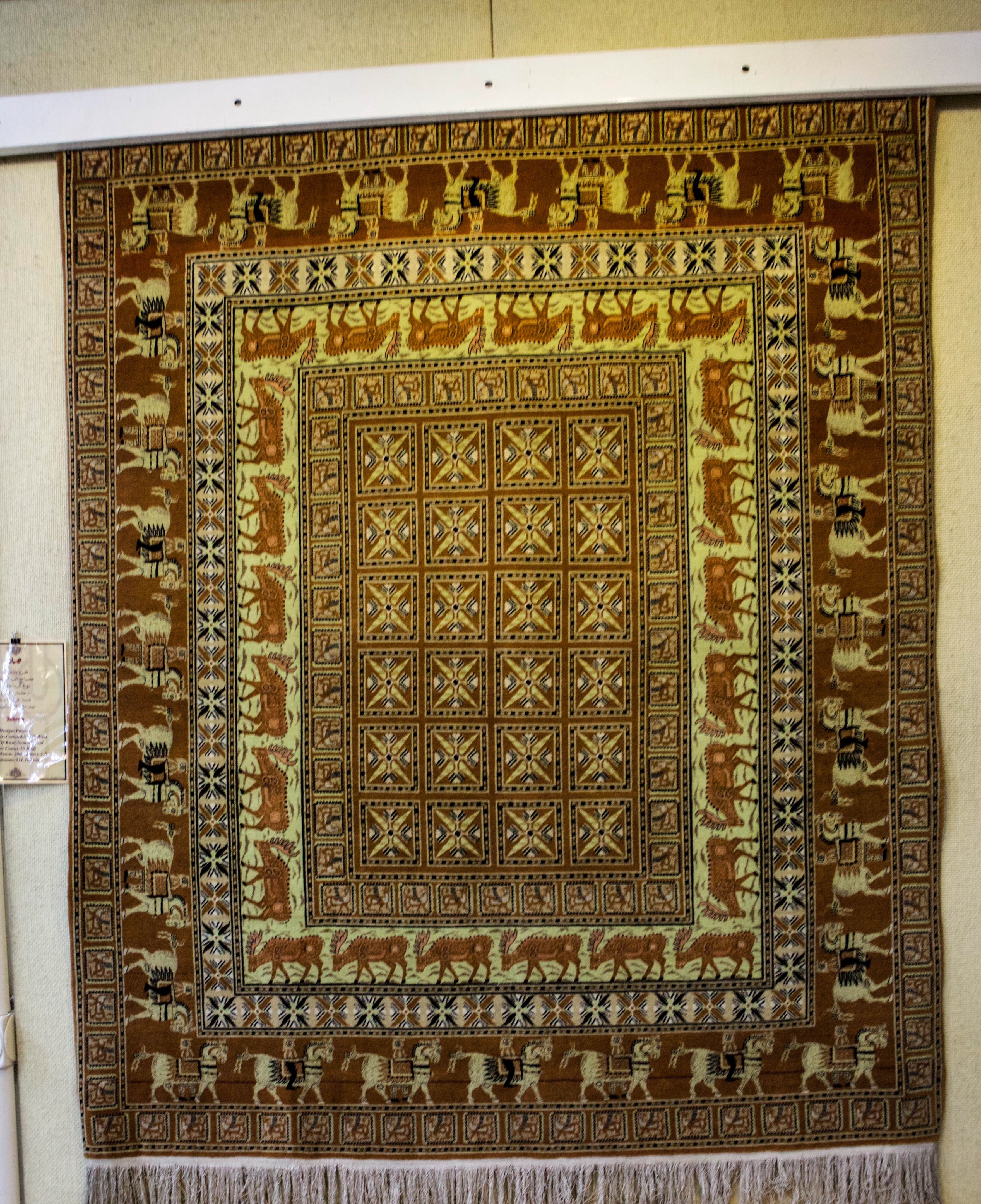
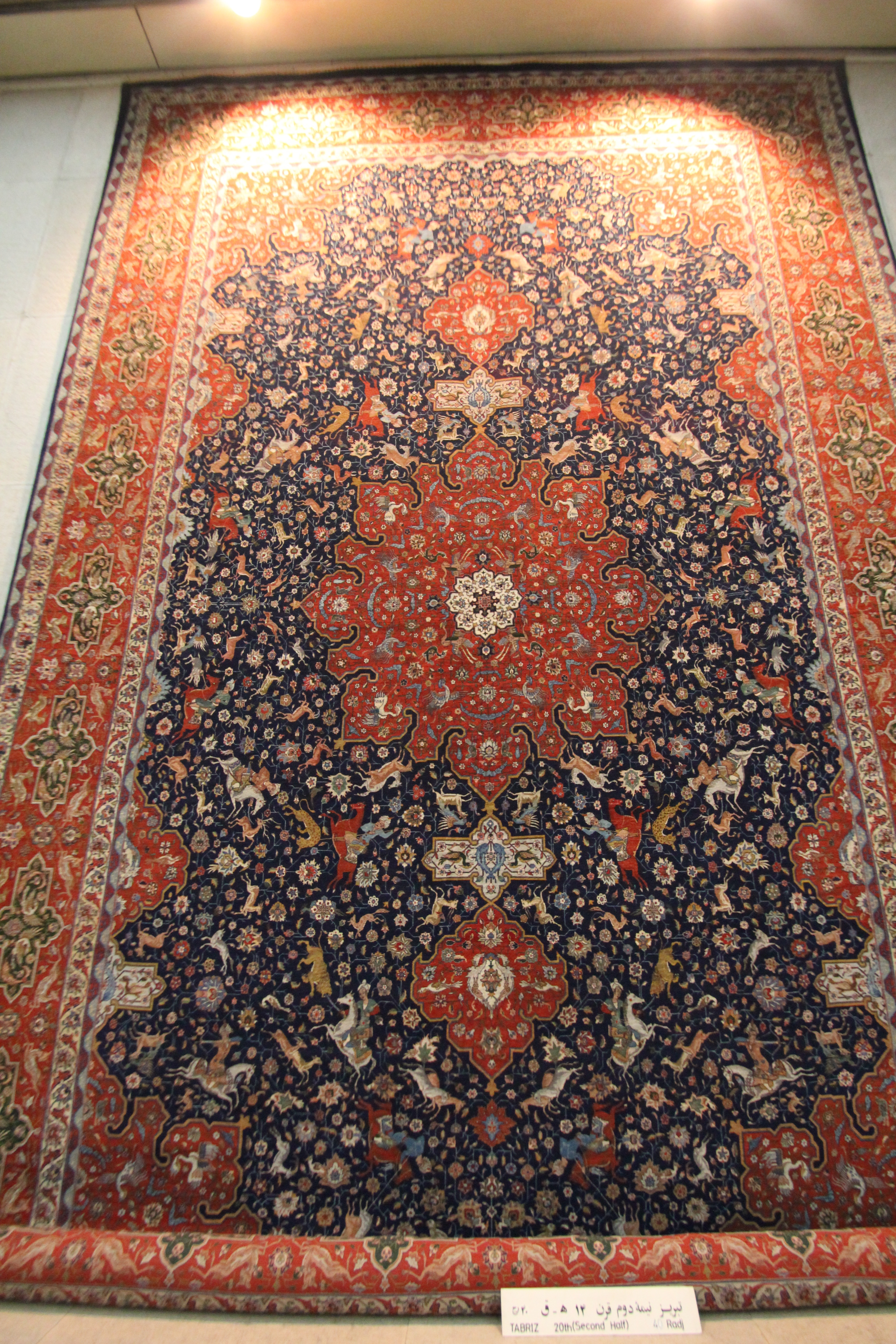
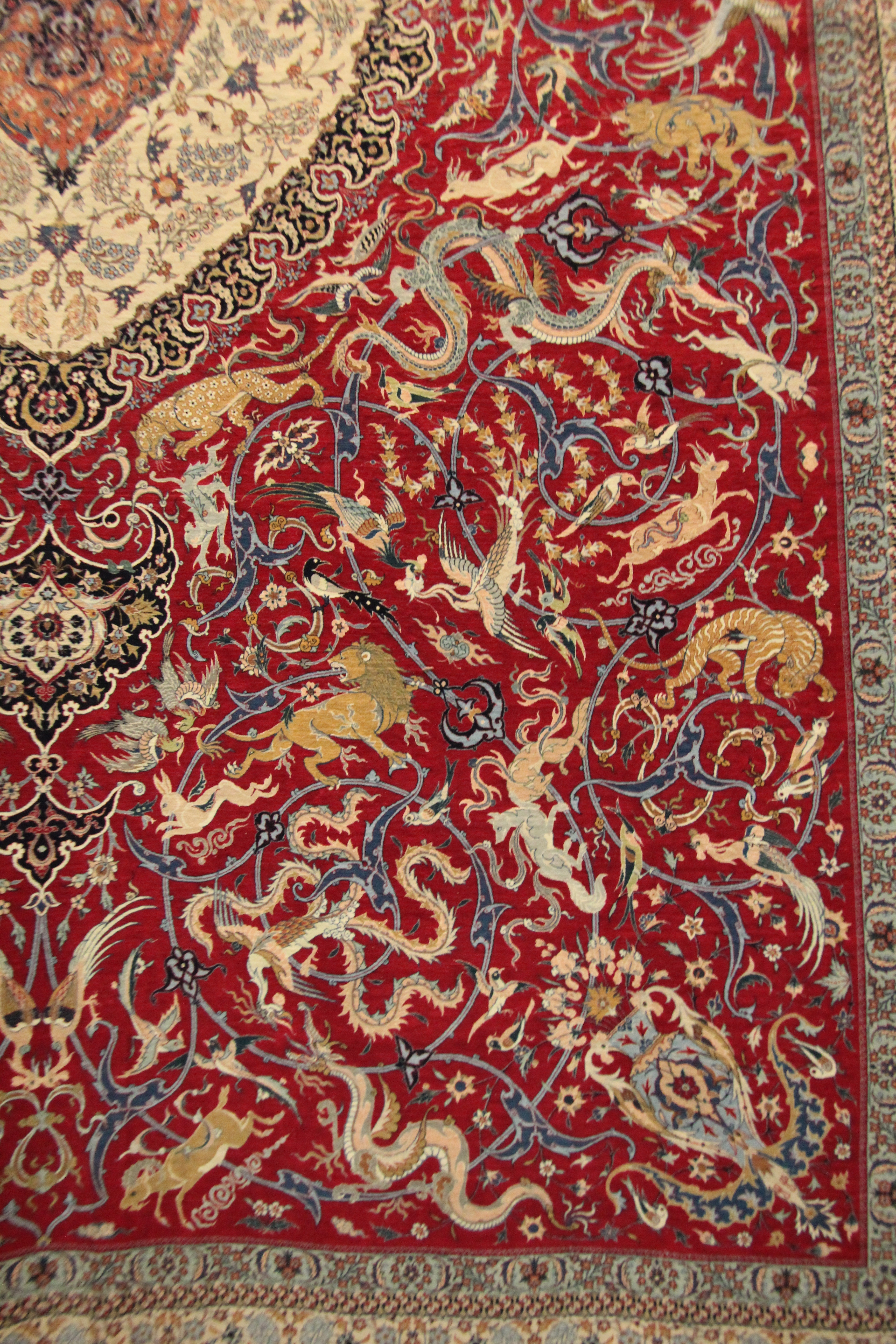
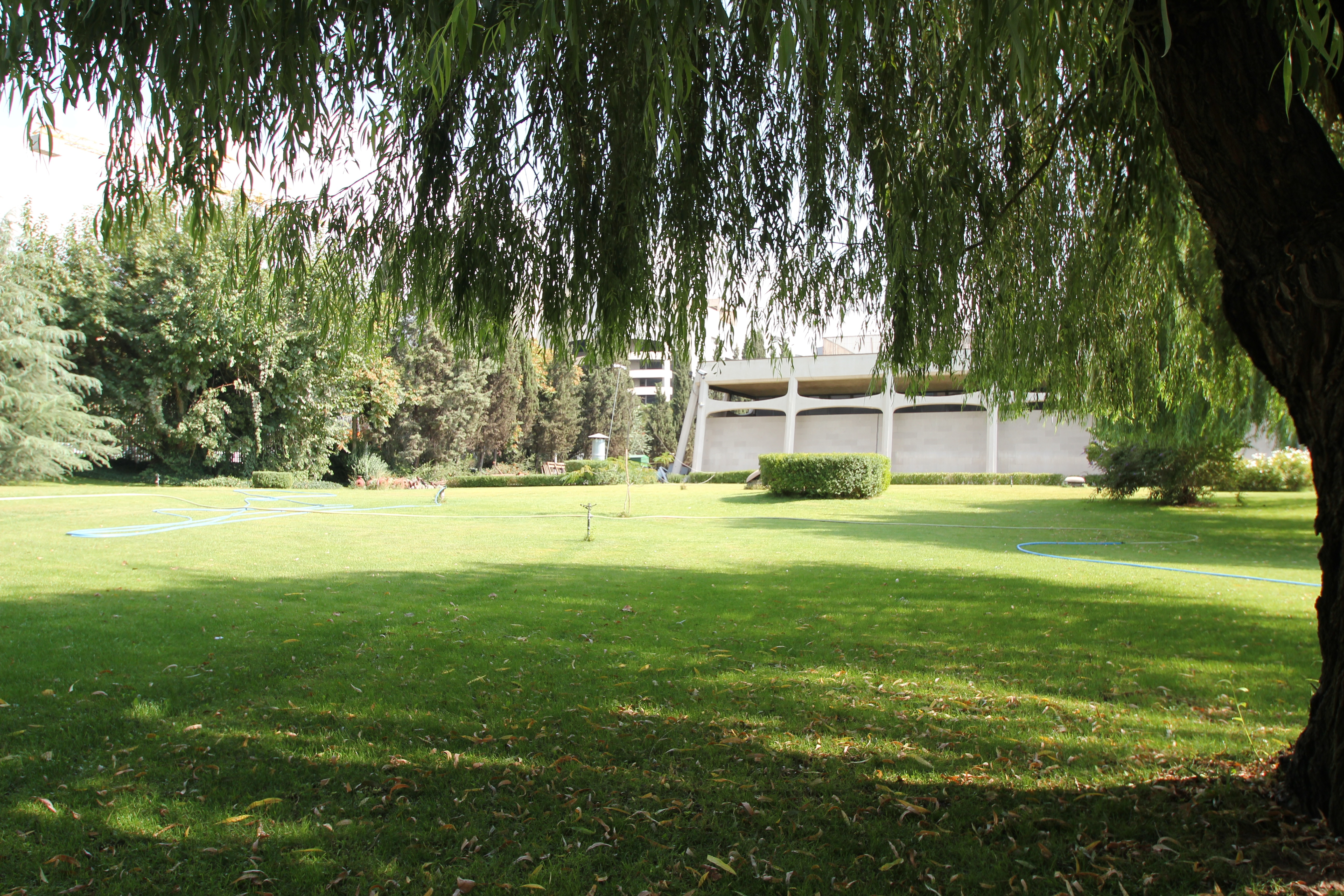
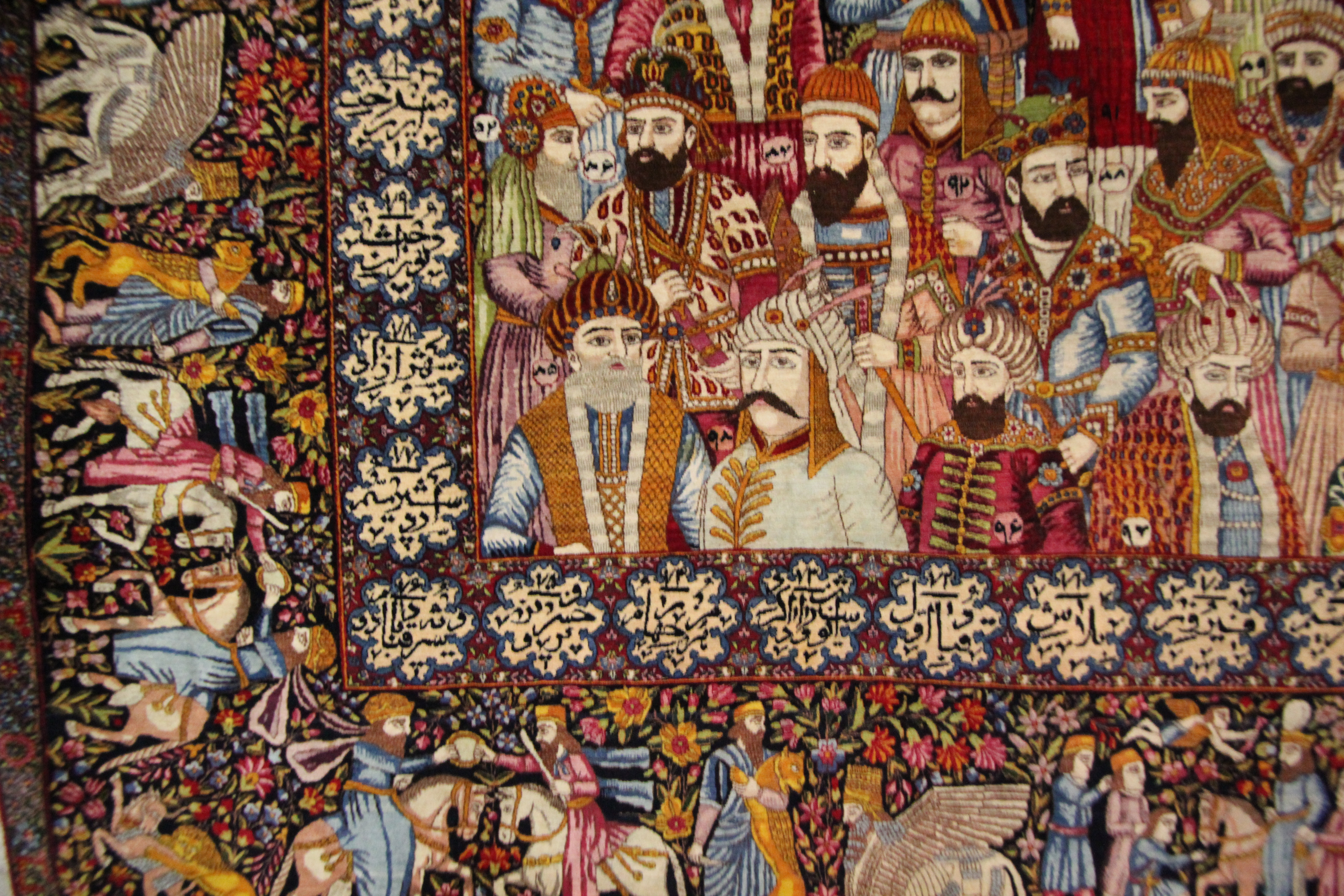
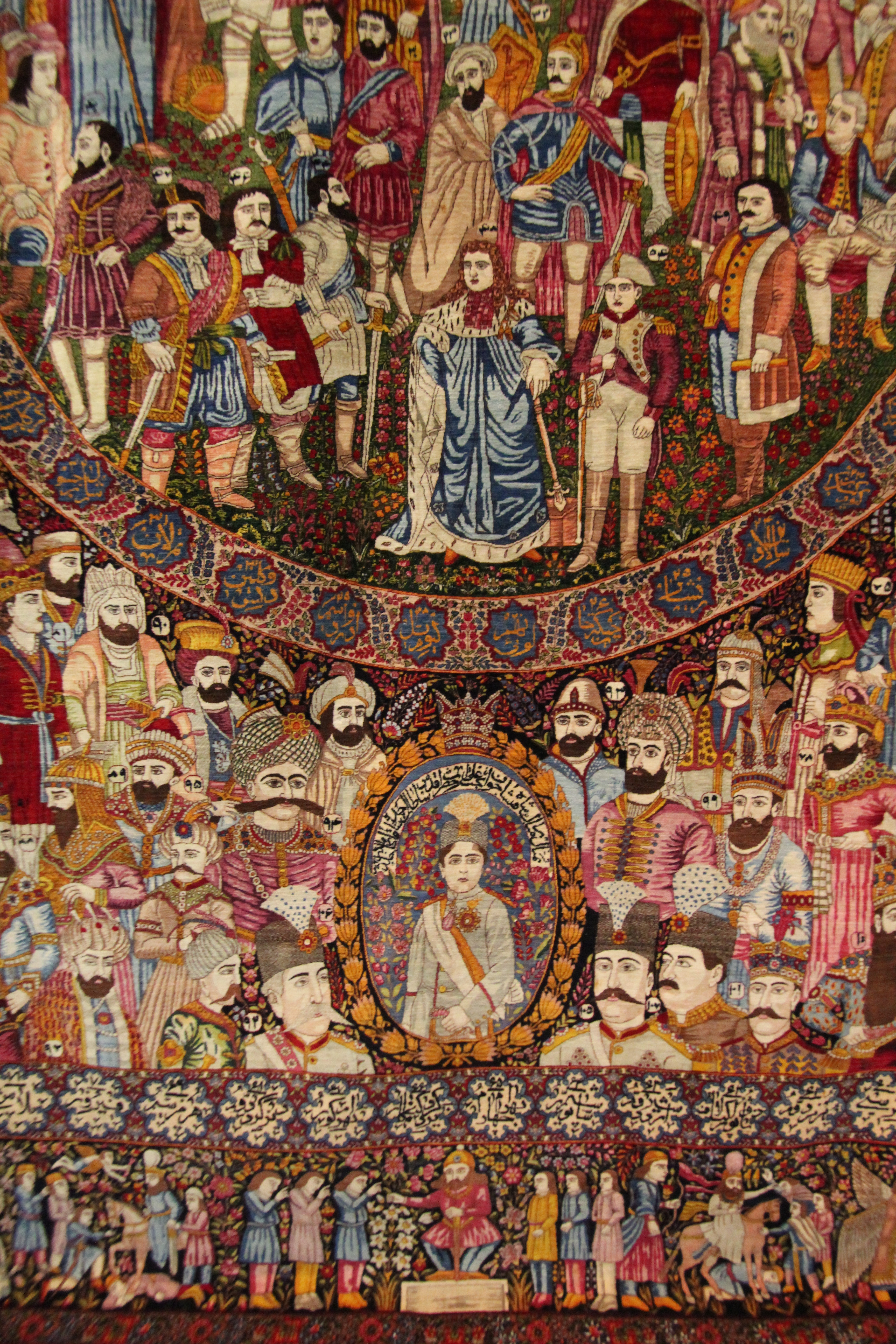
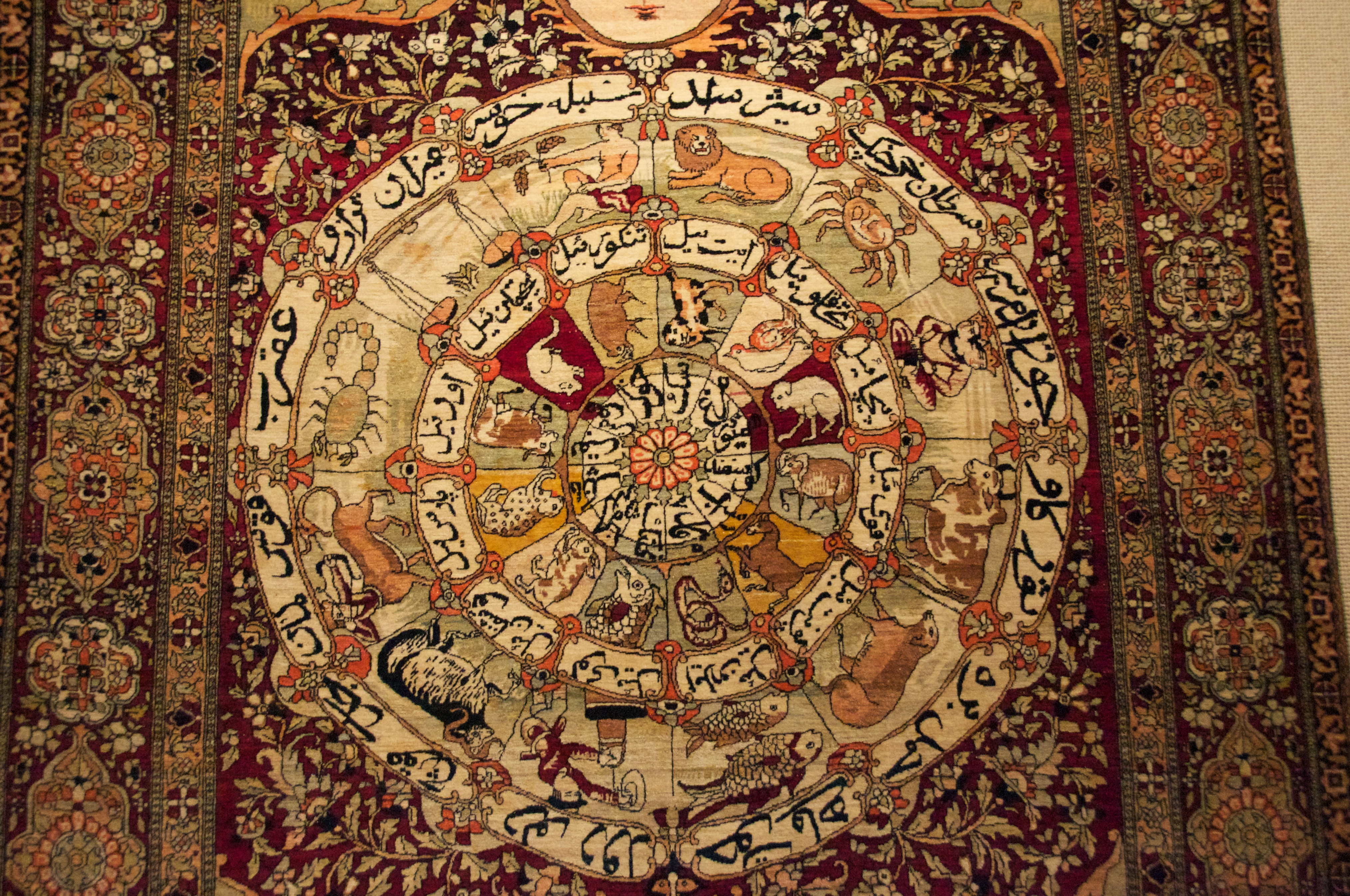